# Viacha (geslacht)
Viacha is een geslacht van hooiwagens uit de familie Zalmoxioidae.
De wetenschappelijke naam Viacha is voor het eerst geldig gepubliceerd door Roewer in 1949. 

## Soorten
Viacha is monotypisch en omvat slechts de volgende soort:
- Viacha granulata